# Vrbovec (district de Znojmo)
Pour les articles homonymes, voir Vrbovec.
Vrbovec (en allemand : Urbau) est une commune du district de Znojmo, dans la région de Moravie-du-Sud, en République tchèque. Sa population s'élevait à 1 183 habitants en 2020.

## Géographie
Vrbovec se trouve à 8 km au sud-est de Znojmo, à 58 km au sud-ouest de Brno et à 187 km au sud-est de Prague.
La commune est limitée par Znojmo au nord, par Strachotice à l'est, par l'Autriche au sud, et par Dyjákovice et Chvalovice à l'ouest.

## Histoire
La première mention écrite du village remonte à 1243.

## Personnalité
- Kurt Knispel (1921-1945), tankiste allemand, y est mort.